# Station Wójtowice
Station Wójtowice is een spoorwegstation in de Poolse plaats Wójtowice.